# Brad Richardson
Bradley „Brad“ Richardson (* 4. Februar 1985 in Belleville, Ontario) ist ein ehemaliger kanadischer Eishockeyspieler und derzeitiger -scout, der im Verlauf seiner aktiven Karriere zwischen 2001 und 2022 unter anderem 930 Spiele für die Colorado Avalanche, Los Angeles Kings, Vancouver Canucks, Arizona Coyotes, Nashville Predators und Calgary Flames in der National Hockey League (NHL) auf der Position des Centers bestritten hat. Seinen größten Karriereerfolg feierte Richardson in Diensten der Los Angeles Kings, mit denen er in den Playoffs 2012 den Stanley Cup gewann.

## Karriere
Brad Richardson begann seine Karriere als Eishockeyspieler bei den Owen Sound Attack, für die er von 2001 bis 2005 in der Ontario Hockey League aktiv war. In dieser Zeit wurde er im NHL Entry Draft 2003 in der fünften Runde als insgesamt 163. Spieler von der Colorado Avalanche ausgewählt, für die er in der Saison 2005/06 sein Debüt in der National Hockey League gab. Nach drei Jahren, in denen der Angreifer jeweils für die Avalanche in der NHL, sowie nebenbei für deren Farmteams aus der American Hockey League – die Lowell Lock Monsters, Albany River Rats und Lake Erie Monsters – spielte, wurde Richardson am 20. Juni 2008 von Colorado im Tausch gegen ein Zweitrunden-Wahlrecht im NHL Entry Draft 2008 an die Los Angeles Kings abgegeben, für die er in der folgenden Spielzeit fünf Vorlagen in 31 Spielen gab.
Im Juli 2013 unterzeichnete Richardson einen Zweijahresvertrag bei den Vancouver Canucks. Nachdem dieser nicht verlängert worden war, schloss er sich im Juli 2015 den Arizona Coyotes an. Ebenfalls als Free Agent wechselte er im Oktober 2020 zu den Nashville Predators. Gleiches tat er ein Jahr später, als er zu den Calgary Flames ging. Von dort gelangte er im März 2022 über den Waiver erneut zu den Vancouver Canucks, wo sein auslaufender Vertrag im Sommer 2022 nicht verlängert wurde. Der 37-Jährige beendete daraufhin seine aktive Karriere und wurde im Sommer 2023 als Scout von den Calgary Flames angestellt.

## Erfolge und Auszeichnungen
- 2005 OHL Third All-Star Team
- 2012 Stanley-Cup-Gewinn mit den Los Angeles Kings

## Karrierestatistik
(Legende zur Spielerstatistik: Sp oder GP = absolvierte Spiele; T oder G = erzielte Tore; V oder A = erzielte Assists; Pkt oder Pts = erzielte Scorerpunkte; SM oder PIM = erhaltene Strafminuten; +/− = Plus/Minus-Bilanz; PP = erzielte Überzahltore; SH = erzielte Unterzahltore; GW = erzielte Siegtore; 1 Play-downs/Relegation; Kursiv: Statistik nicht vollständig)